# Оксфорд (Масачусетс)
Оксфорд (енгл. Oxford) насељено је место без административног статуса у америчкој савезној држави Масачусетс.

## Демографија
По попису из 2010. године број становника је 6.103, што је 204 (3,5%) становника више него 2000. године.
| Група             | 2000.         | 2010.         |
| Белци             | 5.721 (97,0%) | 5.811 (95,2%) |
| Афроамериканци    | 30 (0,5%)     | 36 (0,6%)     |
| Азијати           | 27 (0,5%)     | 48 (0,8%)     |
| Хиспаноамериканци | 38 (0,6%)     | 140 (2,3%)    |
| Укупно            | 5.899         | 6.103         |